# Associazione Calcio Prato 1956-1957
Questa voce raccoglie le informazioni riguardanti l'Associazione Calcio Prato nelle competizioni ufficiali della stagione 1956-1957.

## Rosa
| N. |                   | Ruolo | Calciatore        |
| -- | ----------------- | ----- | ----------------- |
|    | Italia (bandiera) | A     | Vito Bernardis    |
|    | Italia (bandiera) | A     | Roberto Breschi   |
|    | Italia (bandiera) | P     | Doriano Carlotti  |
|    | Italia (bandiera) | C     | Giuseppe Catalani |
|    | Italia (bandiera) | D     | Luigi Coeli       |
|    | Italia (bandiera) | A     | Natale Colla      |
|    | Italia (bandiera) | A     | Italo Corradino   |
|    | Italia (bandiera) | D     | Attilio Gelli     |
|    | Italia (bandiera) | A     | Enrico Loranzi    |

| N. |                   | Ruolo | Calciatore       |
| -- | ----------------- | ----- | ---------------- |
|    | Italia (bandiera) | C     | Riccardo Moradei |
|    | Italia (bandiera) | A     | Bruno Nattino    |
|    | Italia (bandiera) | C     | Aldo Perni       |
|    | Italia (bandiera) | C     | Mario Remonti    |
|    | Italia (bandiera) | A     | Franco Rossi     |
|    | Italia (bandiera) | D     | Renato Targioni  |
|    | Italia (bandiera) | D     | Renzo Venturi    |
|    | Italia (bandiera) | C     | Mario Verdolini  |